# Kabaret Zachodni
Kabaret Zachodni (dawniej Kabaret Słuchajcie) – polski kabaret z Zielonej Góry, związany z tzw. zielonogórskim zagłębiem kabaretowym.

## Historia
Kabaret powstał 27 października 1998 w Zielonej Górze. Jego założycielem był Jarosław Jaros. Według twórców kabaretu pierwsza nazwa grupy narodziła się przypadkowo – postanowiono, że będzie nią pierwsze słowo, jakie wypowie osoba, która wejdzie do ich pokoju.
Kabaret ma na swoim koncie osiem programów: „Tylko nas poSłuchajcie”, „Jak nadmuchać balonik, żeby zobaczyć słonia”, „Trzydzieści siedem i dwie kreski”, „Tadziu”, „Ludzie to świry”, „Kelner Jerzy”, „Kryminalne klimaty”.
Od 2015 roku występuje pod nazwą Kabaret Zachodni jednym z powodów były zmiany składu.

## Skład
Przez Kabaret Słuchajcie przewinęło się wiele osób (m.in. Eliza Rink, Anita Lorenc, Aneta Hordyj, Krzysztof Polewski, Remigiusz Chudaś oraz Jarosław Jaros). Skład wykrystalizował się w 2003, od tej chwili do roku 2009 kabaret tworzyły trzy osoby:
- Jarosław Marek Sobański[4],
- Tomasz Łupak[4],
- Janusz Pietruszka[4],
- Karolina Kuras[4] (od kwietnia 2013 r.)

W roku 2009 Katarzyna Piasecka zdecydowała się na karierę solową, a do zespołu dołączył Janusz Pietruszka, który odszedł z kabaretu w listopadzie 2019 na scenę stand-up. Na przełomie 2019 i 2020 z kabaretu odszedł Tomasz Łupak przechodząc do kabaretu K2.

## Najważniejsze nagrody
- 2016: Złote Koryto Publiczności, Złota Kaseta i x-aequo z Ewa Błachnio wygrali Konkurs o melodyjną nagrodę im. Artura podczas Rybnickiej Jesieni Kabaretowej[6][7].
- 2005: I miejsce – „DebeŚciaK”, Dąbrowa Górnicza[3]
- 2005: I miejsce – II Ogólnopolski Festiwal Piosenki Kabaretowej O.B.O.R.A., Poznań[3]
- 2004: I miejsce – X Mulatka (Mazurskie Lato Kabaretowe), Ełk[3]
- 2004: III miejsce – XX Przegląd Kabaretów PaKA, Kraków w składzie: Katarzyna Piasecka, Jarosław Marek Sobański, Tomasz Łupak[3]
- 2004: II miejsce – Konkurs piosenki kabaretowej, Ełk
- 2003: I miejsce – Trybunały Kabaretowe, Piotrków Trybunalski[3]
- 2001: II miejsce – XVII Przegląd Kabaretów PaKA, Kraków w składzie: Eliza Rink, Tomasz Łupak, Jarosław Marek Sobański, Jarosław Jaros[3]